# Tożsamość Apoloniusza
Tożsamość Apoloniusza – tożsamość zachodząca w przestrzeniach prehilbertowskich.
Jeśli {\displaystyle x,y,z} są wektorami przestrzeni prehilbertowską, to zachodzi równość:
{\displaystyle ||w-u||^{2}+||w-v||^{2}={\frac {1}{2}}||u-v||^{2}+2||w-{\frac {1}{2}}(u+v)||^{2}.}

## Dowód
Przyjmując {\displaystyle x=w-{\frac {1}{2}}(u+v)} oraz {\displaystyle y={\frac {1}{2}}(u-v),} otrzymujemy {\displaystyle x+y=w-v,} {\displaystyle x-y=w-u.} Wyciągając skalar {\displaystyle {\frac {1}{4}}=({\frac {1}{2}})^{2}} przed pierwszą normę po prawej stronie, tezę otrzymujemy z tożsamości równoległoboku.

## Interpretacja geometryczna

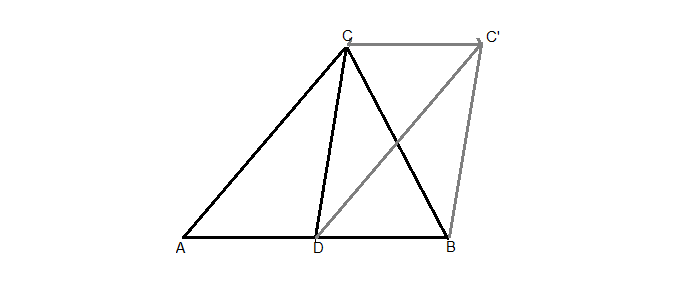
Ilustracja dowodu tożsamości Apoloniusza

W trójkącie ABC suma kwadratów dwóch boków trójkąta (AC i BC) jest równa sumie połowy kwadratu trzeciego boku (AB) i podwojonemu kwadratowi środkowej (CD) padającej na ten bok.
Również dowód można zinterpretować geometrycznie jako rozważenie równoległoboku DBC'C powstałego przez przesunięcie środkowej o odcinek DB. Wówczas ze względu na podobieństwo trójkątów {\displaystyle AC=DC'.}